# Liste der Einträge im National Register of Historic Places im südlichen Boston

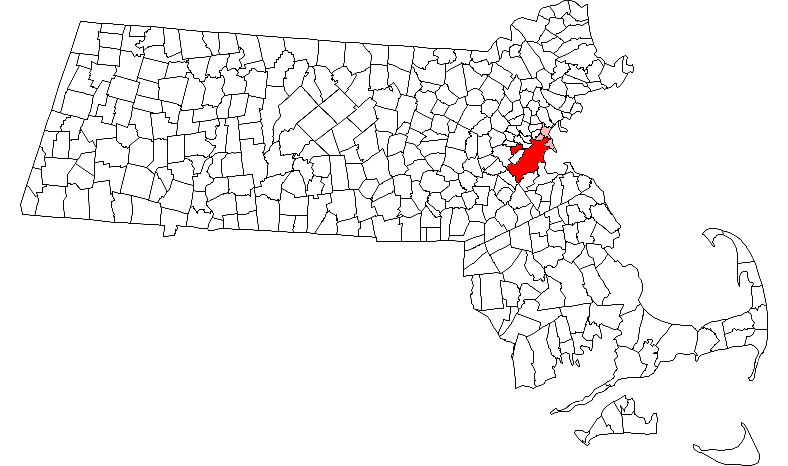
Lage von Boston im Suffolk County

Die Liste der Einträge im National Register of Historic Places im südlichen Boston im Suffolk County in Massachusetts führt alle Bauwerke, National Historic Landmarks und Historic Districts im südlichen Stadtgebiet von Boston auf, die in das National Register of Historic Places aufgenommen wurden.
Die Liste wurde aufgrund der Vielzahl der Einträge ausgelagert und ist gemeinsam mit der Liste der Einträge im National Register of Historic Places im nördlichen Boston integraler Bestandteil der Liste der Einträge im National Register of Historic Places im Suffolk County, die alle außerhalb von Boston gelegenen Einträge enthält.

## Legende
| NRHP | Historic Place             |
| NHL  | Historic Landmark          |
| NHLD | Historic Landmark District |
| HD   | Historic District          |

## Aktuelle Einträge
| [ 1 ] | Name                                                           | Bild                                                   | Eintragsdatum                  | Lage | Ort                              | Beschreibung |
| ----- | -------------------------------------------------------------- | ------------------------------------------------------ | ------------------------------ | --- | -------------------------------- | --- |
| 1     | 1767 Milestones                                                | 1767 Milestones                                        | 7. Apr. 1971 ID-Nr. 71000084   | Entlang der Boston Post Road zwischen Boston und Springfield. 42° 19′ 48″ N, 71° 5′ 29″ W                                           | Roxbury, Mission Hill            | |
| 2     | Abbotsford                                                     | Abbotsford                                             | 16. Sep. 1987 ID-Nr. 87000885  | 300 Walnut Ave. 42° 18′ 58″ N, 71° 5′ 35″ W                                                                                         | Roxbury                          | |
| 3     | Adams-Nervine Asylum                                           | Adams-Nervine Asylum                                   | 1. Juni 1982 ID-Nr. 82004456   | 990-1020 Centre St. 42° 18′ 13″ N, 71° 7′ 31″ W                                                                                     | Jamaica Plain                    | |
| 4     | All Saints’ Church                                             | All Saints’ Church                                     | 16. Juni 1980 ID-Nr. 80000678  | 211 Ashmont St. 42° 17′ 9″ N, 71° 3′ 48″ W                                                                                          | Dorchester                       | |
| 5     | Allston Congregational Church                                  | Allston Congregational Church                          | 7. Nov. 1997 ID-Nr. 97001377   | 31-41 Quint Ave. 42° 21′ 6″ N, 71° 8′ 5″ W                                                                                          | Allston                          | |
| 6     | Almont Apartments                                              | Almont Apartments                                      | 22. Sep. 2014 ID-Nr. 14000698  | 1439-1443 & 1447-1451 Blue Hill Ave. 42° 16′ 28,9″ N, 71° 5′ 38″ W                                                                  | Mattapan                         | |
| 7     | Larz Anderson Park Historic District                           | weitere Bilder                                         | 17. Okt. 1985 ID-Nr. 85003245  | 42° 18′ 43″ N, 71° 8′ 10″ W | Jamaica Plain                    | Erstreckt sich bis nach Brookline.                                                                                       |
| 8     | Arnold Arboretum                                               | weitere Bilder                                         | 15. Okt. 1966 ID-Nr. 66000127  | 22 Divinity Ave. 42° 17′ 55″ N, 71° 7′ 30″ W                                                                                        | Jamaica Plain und Roslindale     | |
| 9     | Ascension-Caproni Historic District                            |                                                        | 23. Dez. 2019 ID-Nr. 100004335 | Washington St., Newcomb St, Thorndike St., Reed St. 42° 19′ 46,7″ N, 71° 4′ 33″ W                                                   | South End                        | |
| 10    | Sarah J. Baker School                                          | Sarah J. Baker School                                  | 7. Juli 1983 ID-Nr. 83004285   | 33 Perrin St. 42° 19′ 19,9″ N, 71° 4′ 48″ W                                                                                         | Roxbury                          | |
| 11    | Bellevue Standpipe                                             | Bellevue Standpipe                                     | 18. Jan. 1990 ID-Nr. 89002251  | Auf dem Bellevue Hill 42° 16′ 31″ N, 71° 8′ 40″ W                                                                                   | West Roxbury                     | |
| 12    | Benedict Fenwick School                                        | Benedict Fenwick School                                | 11. Feb. 2004 ID-Nr. 04000023  | 150 Magnolia St. 42° 18′ 49″ N, 71° 4′ 21″ W                                                                                        | Dorchester                       | |
| 13    | Berger Factory                                                 | Berger Factory                                         | 9. Apr. 1980 ID-Nr. 80000677   | 37 Williams St. 42° 19′ 58″ N, 71° 4′ 59″ W                                                                                         | Roxbury                          | |
| 14    | Bigelow School                                                 | Bigelow School                                         | 21. Feb. 1985 ID-Nr. 85000316  | 350 W. 4th St. 42° 21′ 8″ N, 71° 2′ 52″ W                                                                                           | South Boston                     | |
| 15    | James Blake House                                              | weitere Bilder                                         | 1. Mai 1974 ID-Nr. 74002350    | 735 Columbia Rd. 42° 19′ 11″ N, 71° 3′ 37″ W                                                                                        | Dorchester                       | |
| 16    | Blue Hills Parkway                                             | Blue Hills Parkway                                     | 23. Juni 2003 ID-Nr. 03000574  | 42° 15′ 21″ N, 71° 5′ 38″ W | Mattapan                         | Erstreckt sich bis nach Milton.                                                                                          |
| 17    | Boston Consumptives Hospital                                   | Boston Consumptives Hospital                           | 7. Feb. 2002 ID-Nr. 01001557   | 249 River St. 42° 16′ 34″ N, 71° 5′ 1″ W                                                                                            | Dorchester                       | |
| 18    | Boston Harbor Islands Archeological District                   | Boston Harbor Islands Archeological District           | 21. Dez. 1985 ID-Nr. 85003323  | Adresse wird nicht veröffentlicht                                                                                                   | Boston Harbor                    | Erstreckt sich bis nach Quincy und Hingham.                                                                              |
| 19    | Boston Light                                                   | weitere Bilder                                         | 15. Okt. 1966 ID-Nr. 66000133  | Little Brewster Island 42° 19′ 41″ N, 70° 53′ 26″ W                                                                                 | Boston Harbor                    | |
| 20    | Boston Young Men’s Christian Association                       | Boston Young Men’s Christian Association               | 20. Aug. 1998 ID-Nr. 98001082  | 312-320 Huntington Ave. 42° 20′ 26,4″ N, 71° 5′ 14,1″ W                                                                             | Fenway-Kenmore                   | |
| 21    | Bowditch School                                                | Bowditch School                                        | 3. Aug. 1990 ID-Nr. 90001145   | 80-82 Greene St. 42° 18′ 42″ N, 71° 6′ 36″ W                                                                                        | Jamaica Plain                    | |
| 22    | Brandegee Estate                                               | Brandegee Estate                                       | 17. Okt. 1985 ID-Nr. 85003244  | 280 Newton St. 42° 18′ 18″ N, 71° 8′ 5″ W                                                                                           | West Roxbury                     | Erstreckt sich bis nach Brookline.                                                                                       |
| 23    | Brighton Center Historic District                              | Brighton Center Historic District                      | 20. Feb. 2001 ID-Nr. 01000088  | 42° 20′ 56,9″ N, 71° 9′ 12,5″ W | Brighton                         | |
| 24    | Brighton Evangelical Congregational Church                     | Brighton Evangelical Congregational Church             | 21. Aug. 1997 ID-Nr. 97000920  | 404-410 Washington St. 42° 20′ 55″ N, 71° 9′ 22″ W                                                                                  | Brighton                         | |
| 25    | Brook Farm                                                     | weitere Bilder                                         | 15. Okt. 1966 ID-Nr. 66000141  | 670 Baker St. 42° 17′ 14″ N, 71° 10′ 43″ W                                                                                          | West Roxbury                     | |
| 26    | Buildings at 825-829 Blue Hill Avenue                          | Buildings at 825-829 Blue Hill Avenue                  | 10. Sep. 2014 ID-Nr. 14000561  | 825-829 Blue Hill Ave. 42° 17′ 48,8″ N, 71° 5′ 15,7″ W                                                                              | Dorchester                       | |
| 27    | Calf Pasture Pumping Station Complex                           | Calf Pasture Pumping Station Complex                   | 2. Aug. 1990 ID-Nr. 90001095   | 435 Mount Vernon St. 42° 18′ 48″ N, 71° 2′ 1″ W                                                                                     | Dorchester                       | |
| 28    | Camden Street Development Historic District                    |                                                        | 26. Mai 2022 ID-Nr. 100007727  | 42° 20′ 12,3″ N, 71° 4′ 55,4″ W | Boston                           | |
| 29    | Cathedral of St. George Historic District                      | Cathedral of St. George Historic District              | 25. Nov. 1998 ID-Nr. 98001361  | 517-523-525 E. Broadway 42° 20′ 7,1″ N, 71° 2′ 36,8″ W                                                                              | South Boston                     | |
| 30    | Charles Street African Methodist Episcopal Church              | Charles Street African Methodist Episcopal Church      | 1. Sep. 1983 ID-Nr. 83000601   | 551 Warren St. 42° 18′ 45″ N, 71° 5′ 3″ W                                                                                           | Roxbury                          | |
| 31    | Chestnut Hill Reservoir Historic District                      | Chestnut Hill Reservoir Historic District              | 18. Jan. 1990 ID-Nr. 89002271  | Beacon St. und Commonwealth Ave. 42° 19′ 58″ N, 71° 9′ 27″ W                                                                        | Brighton                         | Erstreckt sich bis nach Newton.                                                                                          |
| 32    | Christ Church                                                  | Christ Church                                          | 30. Jan. 1986 ID-Nr. 86000140  | 1220 River St. 42° 15′ 38″ N, 71° 7′ 48″ W                                                                                          | Hyde Park                        | |
| 33    | Clapp Houses                                                   | Clapp Houses                                           | 2. Mai 1974 ID-Nr. 74000911    | 199 und 195 Boston St. 42° 19′ 12″ N, 71° 3′ 25″ W                                                                                  | Dorchester                       | Sitz der Dorchester Historic Society.                                                                                    |
| 34    | Codman Square District                                         | Codman Square District                                 | 23. Juni 1983 ID-Nr. 83000602  | Norfolk, Talbot, Epping, Lithgow, Centre und Moultrie Sts. 42° 17′ 25″ N, 71° 4′ 16″ W                                              | Dorchester                       | |
| 35    | Collins Building                                               | Collins Building                                       | 8. Juni 2005 ID-Nr. 05000559   | 213-217 Washington St. 42° 18′ 2″ N, 71° 4′ 37″ W                                                                                   | Dorchester                       | |
| 36    | Columbia Road-Bellevue Street Historic District                | Columbia Road-Bellevue Street Historic District        | 8. Sep. 2017 ID-Nr. 100001582  | 400-500 Columbia Road 42° 18′ 47,1″ N, 71° 4′ 14,6″ W                                                                               | Dorchester                       | |
| 37    | Columbia Road-Devon Street Historic District                   | Columbia Road-Devon Street Historic District           | 17. Juli 2017 ID-Nr. 100001315 | 42° 18′ 23,6″ N, 71° 4′ 44″ W | Dorchester                       | |
| 38    | Columbia Road-Strathcona Road Historic District                | Columbia Road-Strathcona Road Historic District        | 3. Aug. 2018 ID-Nr. 100002734  | 42° 18′ 20,9″ N, 71° 4′ 46,2″ W | Roxbury                          | |
| 39    | Columbus Avenue and Bragdon Street Historic District           |                                                        | 6. Mai 2024 ID-Nr. 100010279   | 42° 19′ 6,5″ N, 71° 5′ 53,9″ W | Jamaica Plain                    | |
| 40    | Congregation Adath Jeshurun                                    | Congregation Adath Jeshurun                            | 12. Nov. 1999 ID-Nr. 99001304  | 397 Blue Hill Ave. 42° 18′ 43″ N, 71° 4′ 53″ W                                                                                      | Dorchester                       | |
| 41    | Cyclorama Building                                             | Cyclorama Building                                     | 13. Apr. 1973 ID-Nr. 73000318  | 543-547 Tremont St. 42° 20′ 40″ N, 71° 4′ 19″ W                                                                                     | South End                        | |
| 42    | Sarah Davidson Apartment Block                                 | Sarah Davidson Apartment Block                         | 18. Dez. 2013 ID-Nr. 13000928  | 3 Gaylord St. 42° 17′ 56,4″ N, 71° 4′ 22,8″ W                                                                                       | Dorchester                       | |
| 43    | Dearborn School                                                | Dearborn School                                        | 2. Aug. 2000 ID-Nr. 00000871   | 25 Ambrose St. 42° 19′ 46″ N, 71° 4′ 42″ W                                                                                          | Roxbury                          | |
| 44    | Dillaway School                                                | Dillaway School                                        | 9. Apr. 1980 ID-Nr. 80001683   | 16-20 Kenilworth St. 42° 19′ 43″ N, 71° 5′ 14″ W                                                                                    | Roxbury                          | |
| 45    | Dimock Community Health Center Complex                         | weitere Bilder                                         | 21. Feb. 1985 ID-Nr. 85000317  | 41 und 55 Dimock St. 42° 19′ 14″ N, 71° 5′ 51″ W                                                                                    | Roxbury                          | |
| 46    | District 13 Police Station                                     | District 13 Police Station                             | 10. Feb. 1988 ID-Nr. 87002549  | 28 Seaverns Ave. 42° 18′ 43″ N, 71° 6′ 46″ W                                                                                        | Jamaica Plain                    | |
| 47    | Dorchester Heights Historic District                           | Dorchester Heights Historic District                   | 1. Nov. 2001 ID-Nr. 01001198   | Rund um den Telegraph Hill 42° 19′ 58″ N, 71° 2′ 48″ W                                                                              | South Boston                     | |
| 48    | Dorchester Heights National Historic Site                      | Dorchester Heights National Historic Site              | 15. Okt. 1966 ID-Nr. 66000050  | South Boston 42° 19′ 58″ N, 71° 2′ 47″ W                                                                                            | South Boston                     | |
| 49    | Dorchester North Burying Ground                                | Dorchester North Burying Ground                        | 18. Apr. 1974 ID-Nr. 74000915  | Stoughton St. und Columbia Rd. 42° 19′ 0″ N, 71° 3′ 52″ W                                                                           | Dorchester                       | |
| 50    | Dorchester Park                                                | Dorchester Park                                        | 20. Feb. 2008 ID-Nr. 08000089  | 42° 16′ 34″ N, 71° 4′ 1,3″ W | Dorchester                       | |
| 51    | Dorchester Pottery Works                                       | Dorchester Pottery Works                               | 21. Feb. 1985 ID-Nr. 85000318  | 101-105 Victory Rd. 42° 17′ 49″ N, 71° 3′ 5″ W                                                                                      | Dorchester                       | |
| 52    | Dorchester South Burying Ground                                | Dorchester South Burying Ground                        | 27. Juni 2014 ID-Nr. 14000365  | 2095 Dorchester Ave. 42° 16′ 43″ N, 71° 4′ 0,8″ W                                                                                   | Dorchester                       | |
| 53    | Dorchester Temple Baptist Church                               | Dorchester Temple Baptist Church                       | 16. Jan. 1998 ID-Nr. 97001239  | 670 Washington St. 42° 17′ 17″ N, 71° 4′ 17″ W                                                                                      | Dorchester                       | |
| 54    | Dorchester-Milton Lower Mills Industrial District              | Dorchester-Milton Lower Mills Industrial District      | 2. Apr. 1980 ID-Nr. 80000675   | Entlang des Neponset River 42° 16′ 16″ N, 71° 4′ 8″ W                                                                               | Dorchester                       | Erstreckt sich bis nach Milton.                                                                                          |
| 55    | Frederick Douglass Square Historic District                    | Frederick Douglass Square Historic District            | 3. Okt. 1996 ID-Nr. 96001063   | 42° 20′ 9″ N, 71° 5′ 4″ W | Roxbury                          | |
| 56    | Dudley Station Historic District                               | Dudley Station Historic District                       | 5. Dez. 1985 ID-Nr. 85003074   | Washington, Warren und Dudley Sts. 42° 19′ 48″ N, 71° 5′ 4″ W                                                                       | Roxbury                          | |
| 57    | Samuel Edelman Apartments                                      | Samuel Edelman Apartments                              | 5. März 2019 ID-Nr. 100003471  | 97-103 Norfolk St. 42° 17′ 21,4″ N, 71° 4′ 35,3″ W                                                                                  | Dorchester                       | |
| 58    | Wrack der Edna G.                                              | Wrack der Edna G.                                      | 22. Nov. 2010 ID-Nr. 10000039  | Stellwagen Bank National Marine Sanctuary                                                                                           |                                  | |
| 59    | Egleston Substation                                            | Egleston Substation                                    | 27. Dez. 2010 ID-Nr. 10001066  | 3025 Washington St. 42° 19′ 1″ N, 71° 5′ 51″ W                                                                                      | Jamaica Plain                    | |
| 60    | Eliot Burying Ground                                           | Eliot Burying Ground                                   | 25. Juni 1974 ID-Nr. 74000388  | Eustis und Washington Sts. 42° 19′ 55″ N, 71° 4′ 55″ W                                                                              | Roxbury                          | |
| 61    | Eliot Congregational Church                                    | Eliot Congregational Church                            | 9. Feb. 1994 ID-Nr. 93001587   | 56 Dale St. 42° 19′ 10″ N, 71° 4′ 55″ W                                                                                             | Roxbury                          | |
| 62    | Eliot Hall                                                     | Eliot Hall                                             | 15. Juli 1988 ID-Nr. 88000959  | 7A Eliot St. 42° 18′ 37″ N, 71° 6′ 59″ W                                                                                            | Jamaica Plain                    | |
| 63    | Elm Hill Avenue-Georgia Street-Cheney Street Historic District |                                                        | 21. Aug. 2023 ID-Nr. 100009285 | 42° 18′ 45,7″ N, 71° 5′ 23,6″ W | Roxbury                          | |
| 64    | Elm Hill Park Historic District                                | Elm Hill Park Historic District                        | 1. Feb. 2021 ID-Nr. 100006078  | 2-38 Elm Hill Park, 538-570 Warren St. 42° 18′ 46″ N, 71° 4′ 57″ W                                                                  | Roxbury                          | |
| 65    | Esmond Street Historic District                                | Esmond Street Historic District                        | 5. Nov. 2018 ID-Nr. 100003070  | Bicknell, Bradshaw, Esmond & Harvard Sts. 42° 17′ 46,4″ N, 71° 5′ 2,1″ W                                                            | Roxbury                          | |
| 66    | Evergreen Cemetery                                             | Evergreen Cemetery                                     | 14. Aug. 2009 ID-Nr. 09000612  | 2060 Commonwealth Ave. 42° 20′ 20″ N, 71° 9′ 43″ W                                                                                  | Brighton                         | |
| 67    | Fairview Cemetery                                              | Fairview Cemetery                                      | 16. Sep. 2009 ID-Nr. 09000717  | 45 Fairview Ave. 42° 14′ 45,2″ N, 71° 8′ 18,5″ W                                                                                    | Hyde Park                        | |
| 68    | Fenway Park                                                    | Fenway Park                                            | 7. März 2012 ID-Nr. 12000069   | 42° 20′ 49,5″ N, 71° 5′ 46,7″ W | Fenway-Kenmore                   | |
| 69    | Fenway Studios                                                 |                                                        | 13. Sep. 1978 ID-Nr. 78000473  | 30 Ipswich St. 42° 20′ 50″ N, 71° 5′ 28″ W                                                                                          | Fenway-Kenmore                   | |
| 70    | Fenway-Boylston Street District                                | Fenway-Boylston Street District                        | 4. Sep. 1984 ID-Nr. 84002875   | 42° 20′ 43″ N, 71° 5′ 26″ W | Fenway-Kenmore                   | |
| 71    | Fields Corner Municipal Building                               | Fields Corner Municipal Building                       | 12. Nov. 1981 ID-Nr. 81000620  | 1 Arcadia St., 195 Adams St. 42° 18′ 7″ N, 71° 3′ 38″ W                                                                             | Dorchester                       | |
| 72    | First Church of Jamaica Plain                                  | First Church of Jamaica Plain                          | 15. Juli 1988 ID-Nr. 88000955  | 6 Eliot St. 42° 18′ 35″ N, 71° 7′ 0″ W                                                                                              | Jamaica Plain                    | |
| 73    | First Congregational Church of Hyde Park                       | First Congregational Church of Hyde Park               | 12. Nov. 1999 ID-Nr. 99001308  | 6 Webster St. 42° 15′ 27″ N, 71° 7′ 15″ W                                                                                           | Hyde Park                        | |
| 74    | Forest Hills Cemetery                                          | Forest Hills Cemetery                                  | 17. Nov. 2004 ID-Nr. 04001219  | 95 Forest Hills Ave. 42° 17′ 35″ N, 71° 6′ 29″ W                                                                                    | Roslindale                       | |
| 75    | Fort Independence                                              | Fort Independence                                      | 15. Okt. 1970 ID-Nr. 70000921  | Castle Island 42° 20′ 17″ N, 71° 0′ 42″ W                                                                                           | South Boston                     | |
| 76    | Fort Warren                                                    | weitere Bilder                                         | 29. Aug. 1970 ID-Nr. 70000540  | Georges Island 42° 19′ 11″ N, 70° 55′ 43″ W                                                                                         | Boston Harbor                    | |
| 77    | Fowler-Clark-Epstein Farmstead                                 |                                                        | 26. März 2020 ID-Nr. 100005089 | 487 Norfolk St. 42° 16′ 48″ N, 71° 5′ 28,2″ W                                                                                       | Mattapan                         | |
| 78    | Frances and Isabella Apartments                                | Frances and Isabella Apartments                        | 22. Feb. 2002 ID-Nr. 02000081  | 430-432 und 434-436 Dudley St. 42° 19′ 27″ N, 71° 4′ 29″ W                                                                          | Roxbury                          | |
| 79    | Isabella Stewart Gardner Museum                                | Isabella Stewart Gardner Museum                        | 27. Jan. 1983 ID-Nr. 83000603  | 280 The Fenway 42° 20′ 17″ N, 71° 5′ 59″ W                                                                                          | Fenway-Kenmore                   | |
| 80    | William Lloyd Garrison House                                   | William Lloyd Garrison House                           | 15. Okt. 1966 ID-Nr. 66000653  | 125 Highland St. 42° 19′ 34″ N, 71° 5′ 38″ W                                                                                        | Roxbury                          | |
| 81    | William Lloyd Garrison School                                  | William Lloyd Garrison School                          | 16. Apr. 1980 ID-Nr. 80000674  | 20 Hutchings St. 42° 18′ 34″ N, 71° 5′ 22″ W                                                                                        | Roxbury                          | |
| 82    | Goldsmith Block                                                | Goldsmith Block                                        | 5. Juni 2007 ID-Nr. 07000510   | 41 Ruggles St., 746-750 Shawmut Ave. 42° 19′ 56″ N, 71° 5′ 2″ W                                                                     | Roxbury                          | |
| 83    | Governor Shirley Square Historic District                      | weitere Bilder                                         | 18. Juli 2016 ID-Nr. 16000454  | Dudley, Hampden, Dunmore & Magazine Sts., Blue Hill & Mt. Pleasant Ave. 42° 19′ 35,3″ N, 71° 4′ 38,4″ W                             | Roxbury                          | |
| 84    | Graves Light Station                                           | weitere Bilder                                         | 28. Sep. 1987 ID-Nr. 87002041  | Boston Harbor 42° 21′ 54″ N, 70° 52′ 11″ W                                                                                          | Boston Harbor                    | |
| 85    | Greek Orthodox Cathedral of New England                        | Greek Orthodox Cathedral of New England                | 30. Juni 1988 ID-Nr. 88000957  | 520 Parker St. 42° 20′ 11″ N, 71° 5′ 39″ W                                                                                          | Fenway-Kenmore                   | |
| 86    | Greenville Street Historic District                            | Greenville Street Historic District                    | 11. Feb. 2021 ID-Nr. 100006134 | 2, 6-25 Greenville St. 42° 19′ 36,6″ N, 71° 4′ 52,2″ W                                                                              | Roxbury                          | |
| 87    | Greenwood Memorial United Methodist Church                     | Greenwood Memorial United Methodist Church             | 8. März 2002 ID-Nr. 02000154   | 378A-380 Washington St. 42° 17′ 49″ N, 71° 4′ 19″ W                                                                                 | Dorchester                       | |
| 88    | Haffenreffer Brewery                                           | Haffenreffer Brewery                                   | 2. Mai 1982 ID-Nr. 82004453    | Germania St. 42° 18′ 52″ N, 71° 6′ 15″ W                                                                                            | Jamaica Plain                    | |
| 89    | Edward Everett Hale House                                      | Edward Everett Hale House                              | 21. März 1979 ID-Nr. 73000325  | 12 Morley St. 42° 19′ 44″ N, 71° 5′ 33″ W                                                                                           | Roxbury                          | |
| 90    | John Harris House and Farm                                     | John Harris House and Farm                             | 17. Okt. 1985 ID-Nr. 85003246  | 284 Newton St. 42° 18′ 16″ N, 71° 8′ 19″ W                                                                                          | West Roxbury                     | Erstreckt sich bis nach Brookline.                                                                                       |
| 91    | Harrison Square Historic District                              | Harrison Square Historic District                      | 22. Okt. 2002 ID-Nr. 02001190  | 42° 18′ 7,3″ N, 71° 3′ 12,7″ W | Dorchester                       | |
| 92    | Harriswood Crescent                                            | Harriswood Crescent                                    | 13. März 1986 ID-Nr. 86000375  | 60-88 Harold St. 42° 19′ 5″ N, 71° 5′ 47″ W                                                                                         | Roxbury                          | |
| 93    | Harvard Avenue Fire Station                                    | Harvard Avenue Fire Station                            | 31. März 1983 ID-Nr. 83000605  | 16 Harvard Ave. 42° 21′ 19″ N, 71° 7′ 58″ W                                                                                         | Allston                          | |
| 94    | Harvard Avenue Historic District                               | Harvard Avenue Historic District                       | 28. Apr. 2000 ID-Nr. 00000415  | 42° 21′ 12″ N, 71° 7′ 58″ W | Allston                          | |
| 95    | Edward H. Haskell Home for Nurses                              | Edward H. Haskell Home for Nurses                      | 26. Feb. 2004 ID-Nr. 04000085  | 220 Fisher Ave., 63 Parker Hill Ave. 42° 19′ 49″ N, 71° 6′ 36″ W                                                                    | Mission Hill                     | |
| 96    | Hibernian Hall                                                 | Hibernian Hall                                         | 2. Juni 2004 ID-Nr. 04000534   | 182-186 Dudley St. 42° 19′ 43″ N, 71° 4′ 57″ W                                                                                      | Roxbury                          | |
| 97    | Highland Spring Brewery Bottling and Storage Buildings         | Highland Spring Brewery Bottling and Storage Buildings | 28. Mai 2010 ID-Nr. 10000300   | 154-166 Terrace St. 42° 19′ 37″ N, 71° 5′ 54,7″ W                                                                                   | Mission Hill                     | |
| 98    | Home for Aged Couples                                          | Home for Aged Couples                                  | 11. Aug. 2005 ID-Nr. 05000879  | 409, 419 Walnut Ave. und 2055 Columbus Ave. 42° 18′ 49″ N, 71° 5′ 43″ W                                                             | Jamaica Plain                    | |
| 99    | Home for Destitute Jewish Children                             | Home for Destitute Jewish Children                     | 8. Okt. 2014 ID-Nr. 14000840   | 150-156 American Legion Hwy. 42° 17′ 41,3″ N, 71° 5′ 33,7″ W                                                                        | Dorchester                       | |
| 100   | Homestead Street Apartments Historic District                  |                                                        | 29. Aug. 2023 ID-Nr. 100009306 | 119-167 Homestead St. 42° 18′ 40,1″ N, 71° 5′ 21,3″ W                                                                               | Dorchester                       | |
| 101   | House at 17 Cranston Street                                    | House at 17 Cranston Street                            | 20. Nov. 1987 ID-Nr. 87001398  | 17 Cranston St. 42° 19′ 14″ N, 71° 6′ 35″ W                                                                                         | Jamaica Plain                    | |
| 102   | Timothy Hoxie House                                            | Timothy Hoxie House                                    | 20. Nov. 1987 ID-Nr. 87001399  | 135 Hillside St. 42° 19′ 52″ N, 71° 6′ 19″ W                                                                                        | Mission Hill                     | |
| 103   | Humboldt Avenue Historic District                              |                                                        | 22. Nov. 2021 ID-Nr. 100007147 | 249, 257, 259 Humboldt Ave. und 79-83, 94 Hutchings St. 42° 18′ 40″ N, 71° 5′ 28″ W                                                 | Dorchester                       | |
| 104   | Intervale Street - Columbia Road Historic District             | weitere Bilder                                         | 28. Feb. 2019 ID-Nr. 100003470 | 117-121, 123-127, 129-135, 137-143, 145-159, 161, 162 Intervale St. & 282-284, 286-288 Columbia Rd. 42° 18′ 35,8″ N, 71° 4′ 42,6″ W | Roxbury                          | |
| 105   | John Eliot Square District                                     | John Eliot Square District                             | 23. Apr. 1973 ID-Nr. 73000854  | John Eliot Sq. 42° 19′ 47″ N, 71° 5′ 27″ W                                                                                          | Roxbury                          | |
| 106   | Joshua Bates School                                            | Joshua Bates School                                    | 22. Aug. 2008 ID-Nr. 08000793  | 731 Harrison Ave. 42° 20′ 15,5″ N, 71° 4′ 18,6″ W                                                                                   | South End                        | |
| 107   | Alvah Kittredge House                                          | Alvah Kittredge House                                  | 8. Mai 1973 ID-Nr. 73000855    | 12 Linwood St. 42° 19′ 47″ N, 71° 5′ 38″ W                                                                                          | Roxbury                          | |
| 108   | Lawrence Avenue Historic District                              | Lawrence Avenue Historic District                      | 11. Feb. 2021 ID-Nr. 100006127 | 42° 18′ 42,8″ N, 71° 4′ 36,8″ W | Dorchester                       | |
| 109   | Lawrence Model Lodging Houses                                  | Lawrence Model Lodging Houses                          | 22. Sep. 1983 ID-Nr. 83000606  | 79, 89, 99 und 109 E. Canton St. 42° 20′ 17″ N, 71° 4′ 14″ W                                                                        | South End                        | |
| 110   | Lenox Street Apartments Historic District                      |                                                        | 29. Feb. 2024 ID-Nr. 100009977 | 42° 20′ 11,9″ N, 71° 4′ 51″ W | Roxbury                          | |
| 111   | Malcolm X–Ella Little-Collins House                            | Malcolm X–Ella Little-Collins House                    | 12. Feb. 2021 ID-Nr. 100005455 | 72 Dale St. 42° 19′ 17,4″ N, 71° 5′ 11″ W                                                                                           | Roxbury                          | |
| 112   | Long Island Head Light                                         | Long Island Head Light                                 | 15. Juni 1987 ID-Nr. 87001481  | Long Island 42° 19′ 49″ N, 70° 57′ 28″ W                                                                                            | Boston Harbor                    | |
| 113   | Harrison Loring House                                          | Harrison Loring House                                  | 1. Sep. 1983 ID-Nr. 83000604   | 789 E. Broadway St. 42° 20′ 7″ N, 71° 2′ 1″ W                                                                                       | South Boston                     | |
| 114   | Loring-Greenough House                                         | Loring-Greenough House                                 | 26. Apr. 1972 ID-Nr. 72000544  | 12 South St. 42° 18′ 35″ N, 71° 6′ 56″ W                                                                                            | Jamaica Plain                    | |
| 115   | Lower Roxbury Historic District                                | Lower Roxbury Historic District                        | 9. Dez. 1994 ID-Nr. 94001494   | 42° 20′ 11″ N, 71° 5′ 12″ W | Roxbury                          | |
| 116   | Massachusetts Historical Society Building                      | weitere Bilder                                         | 15. Okt. 1966 ID-Nr. 66000770  | 1154 Boylston St. 42° 20′ 47″ N, 71° 5′ 26″ W                                                                                       | Fenway-Kenmore                   | |
| 117   | Massachusetts Mental Health Center                             | Massachusetts Mental Health Center                     | 21. Jan. 1994 ID-Nr. 93001489  | 74 Fenwood Rd. 42° 20′ 8″ N, 71° 6′ 35″ W                                                                                           | Fenway-Kenmore                   | 2010 abgerissen. |
| 118   | Massachusetts School of Art                                    | Massachusetts School of Art                            | 3. Aug. 1989 ID-Nr. 89000974   | 364 Brookline Ave. 42° 20′ 20″ N, 71° 6′ 24″ W                                                                                      | Fenway-Kenmore                   | |
| 119   | Mission Hill Triangle Historic District                        | Mission Hill Triangle Historic District                | 6. Nov. 1989 ID-Nr. 89001747   | 42° 20′ 2″ N, 71° 6′ 9″ W | Mission Hill                     | |
| 120   | Monument Square Historic District                              | Monument Square Historic District                      | 11. Okt. 1990 ID-Nr. 90001536  | 42° 18′ 33,9″ N, 71° 6′ 56,8″ W | Jamaica Plain                    | Es gibt einen gleichnamigen Monument Square Historic District in Charlestown, wo sich das Bunker Hill Monument befindet. |
| 121   | Moreland Street Historic District                              | Moreland Street Historic District                      | 29. März 1984 ID-Nr. 84002890  | 42° 19′ 25″ N, 71° 4′ 48″ W | Roxbury                          | |
| 122   | Morton Street                                                  | Morton Street                                          | 24. Jan. 2005 ID-Nr. 04001572  | Morton St. 42° 17′ 11″ N, 71° 5′ 27″ W                                                                                              | Jamaica Plain                    | |
| 123   | Mount Hope Cemetery                                            | Mount Hope Cemetery                                    | 24. Sep. 2009 ID-Nr. 09000767  | 355 Walk Hill St. 42° 17′ 11,7″ N, 71° 6′ 18,9″ W                                                                                   | Roslindale                       | |
| 124   | Mount Pleasant Historic District                               | Mount Pleasant Historic District                       | 9. Feb. 1989 ID-Nr. 89000004   | 42° 19′ 33″ N, 71° 4′ 43″ W | Roxbury                          | |
| 125   | Nazing Court Apartments                                        | Nazing Court Apartments                                | 12. Mai 2004 ID-Nr. 04000426   | 224-236 Seaver St. und 1-8 Nazing Court 42° 18′ 13″ N, 71° 5′ 36″ W                                                                 | Roxbury                          | |
| 126   | Neponset Valley Parkway                                        | Neponset Valley Parkway                                | 24. Jan. 2005 ID-Nr. 04001573  | Neponset Valley Parkway 42° 14′ 14″ N, 71° 7′ 36″ W                                                                                 | Hyde Park                        | Erstreckt sich bis nach Milton.                                                                                          |
| 127   | New England Conservatory of Music                              | weitere Bilder                                         | 14. Mai 1980 ID-Nr. 80000672   | 290 Huntington Ave. 42° 20′ 26″ N, 71° 5′ 13″ W                                                                                     | Fenway-Kenmore                   | |
| 128   | New Riding Club                                                | New Riding Club                                        | 20. Aug. 1987 ID-Nr. 87001394  | 52 Hemenway St. 42° 20′ 42″ N, 71° 5′ 23″ W                                                                                         | Fenway-Kenmore                   | |
| 129   | Nix’s Mate Daybeacon                                           | Nix’s Mate Daybeacon                                   | 18. März 2004 ID-Nr. 04000189  | 42° 19′ 56″ N, 70° 56′ 42″ W | Boston Harbor                    | |
| 130   | Oak Square School                                              | Oak Square School                                      | 10. Nov. 1980 ID-Nr. 80000465  | 35 Nonantum St. 42° 20′ 59″ N, 71° 10′ 10″ W                                                                                        | Brighton                         | |
| 131   | Old Harbor Reservation Parkways                                | weitere Bilder                                         | 24. Juli 2008 ID-Nr. 08000693  | 42° 19′ 45,8″ N, 71° 2′ 44,6″ W | South Boston                     | |
| 132   | Olmsted Park System                                            | Olmsted Park System                                    | 8. Dez. 1971 ID-Nr. 71000086   | 42° 20′ 43″ N, 71° 5′ 45″ W | Jamaica Plain und Fenway-Kenmore | |
| 133   | Theodore Parker Unitarian Universalist Church                  |                                                        | 29. Juni 2020 ID-Nr. 100005274 | 1859 Centre St. 42° 17′ 10,6″ N, 71° 9′ 26,9″ W                                                                                     | West Roxbury                     | |
| 134   | Paul’s Bridge                                                  | Paul’s Bridge                                          | 11. Dez. 1972 ID-Nr. 72000140  | Führt den Neponset Valley Parkway über den Neponset River 42° 14′ 4″ N, 71° 7′ 24″ W                                                | Hyde Park                        | Erstreckt sich bis nach Milton.                                                                                          |
| 135   | The Peabody                                                    | The Peabody                                            | 8. Aug. 2001 ID-Nr. 01000872   | 195-197 Ashmont St. 42° 17′ 7″ N, 71° 3′ 53″ W                                                                                      | Dorchester                       | |
| 136   | Pierce House                                                   | Pierce House                                           | 26. Apr. 1974 ID-Nr. 74000917  | 24 Oakton Ave. 42° 17′ 13″ N, 71° 3′ 13″ W                                                                                          | Dorchester                       | |
| 137   | Pilgrim Congregational Church                                  | Pilgrim Congregational Church                          | 18. Dez. 2013 ID-Nr. 13000929  | 540-544 Columbia Road 42° 18′ 57,6″ N, 71° 4′ 1,2″ W                                                                                | Dorchester                       | |
| 138   | Repertory Theatre of Boston                                    |                                                        | 29. Aug. 2023 ID-Nr. 100009307 | 264 Huntington Ave. 42° 20′ 30,7″ N, 71° 5′ 8,1″ W                                                                                  | Fenway–Kenmore                   | |
| 139   | Ellen H. Swallow Richards House                                | weitere Bilder                                         | 31. März 1992 ID-Nr. 92001874  | 32 Eliot St. 42° 18′ 57″ N, 71° 7′ 6″ W                                                                                             | Jamaica Plain                    | |
| 140   | The Riviera                                                    | The Riviera                                            | 7. Dez. 1995 ID-Nr. 95001450   | 270 Huntington Ave. 42° 20′ 30″ N, 71° 5′ 11″ W                                                                                     | Fenway-Kenmore                   | |
| 141   | Roslindale Baptist Church                                      | Roslindale Baptist Church                              | 5. Nov. 1998 ID-Nr. 98001330   | 52 Cummins Highway 42° 17′ 7″ N, 71° 7′ 41″ W                                                                                       | Roslindale                       | |
| 142   | Roslindale Congregational Church                               | Roslindale Congregational Church                       | 26. Juli 1991 ID-Nr. 91000925  | 25 Cummins Highway 42° 17′ 42″ N, 71° 7′ 43″ W                                                                                      | Roslindale                       | |
| 143   | Roslindale Substation                                          | Roslindale Substation                                  | 27. Aug. 2013 ID-Nr. 13000621  | 4228 Washington St. 42° 17′ 10,5″ N, 71° 7′ 41″ W                                                                                   | Roslindale                       | |
| 144   | Roxbury High Fort                                              | Roxbury High Fort                                      | 23. Apr. 1973 ID-Nr. 73000856  | Beech Glen St. 42° 19′ 16″ N, 71° 5′ 24″ W                                                                                          | Roxbury                          | |
| 145   | Roxbury Highlands Historic District                            | Roxbury Highlands Historic District                    | 22. Feb. 1989 ID-Nr. 89000147  | 42° 19′ 32″ N, 71° 5′ 26″ W | Roxbury                          | |
| 146   | Roxbury Presbyterian Church                                    | Roxbury Presbyterian Church                            | 15. März 1991 ID-Nr. 89002125  | 328 Warren St. 42° 19′ 10″ N, 71° 4′ 55″ W                                                                                          | Roxbury                          | |
| 147   | Saint Augustine Chapel and Cemetery                            | Saint Augustine Chapel and Cemetery                    | 18. Sep. 1987 ID-Nr. 87001495  | Dorchester St. 42° 20′ 2″ N, 71° 3′ 0″ W                                                                                            | South Boston                     | |
| 148   | St. Joseph’s Roman Catholic Church Complex                     | St. Joseph’s Roman Catholic Church Complex             | 28. Dez. 1989 ID-Nr. 89002169  | 42° 19′ 26″ N, 71° 5′ 16″ W | Roxbury                          | |
| 149   | St. Luke’s and St. Margaret’s Church                           | St. Luke’s and St. Margaret’s Church                   | 12. Nov. 1997 ID-Nr. 97001472  | 5-7 St. Luke’s Rd. 42° 21′ 7″ N, 71° 7′ 40″ W                                                                                       | Allston                          | |
| 150   | Saint Mark’s Episcopal Church                                  | Saint Mark’s Episcopal Church                          | 3. Juli 2014 ID-Nr. 12000783   | 73 Columbia Rd. 42° 18′ 16,2″ N, 71° 4′ 55,6″ W                                                                                     | Dorchester                       | |
| 151   | St. Mary’s Episcopal Church                                    | St. Mary’s Episcopal Church                            | 30. Okt. 1998 ID-Nr. 98001292  | 14-16 Cushing Ave. 42° 18′ 59″ N, 71° 3′ 54″ W                                                                                      | Dorchester                       | |
| 152   | Savin Hill Historic District                                   | Savin Hill Historic District                           | 9. Mai 2003 ID-Nr. 03000385    | 42° 18′ 33″ N, 71° 3′ 1″ W | Dorchester                       | |
| 153   | Sears Roebuck and Company Mail Order Store                     | Sears Roebuck and Company Mail Order Store             | 15. Jan. 1991 ID-Nr. 90001992  | 309 Park Dr. und 201 Brookline Ave. 42° 20′ 41″ N, 71° 6′ 12″ W                                                                     | Fenway-Kenmore                   | Heute bekannt als Landmark Center.                                                                                       |
| 154   | Second Church in Boston                                        | Second Church in Boston                                | 24. Juni 2010 ID-Nr. 10000391  | 874, 876, 880 Beacon St. 42° 20′ 49″ N, 71° 6′ 17″ W                                                                                | Fenway–Kenmore                   | |
| 155   | Sherman Apartments Historic District                           | Sherman Apartments Historic District                   | 28. Nov. 2012 ID-Nr. 12000978  | 544-546 Washington, 4-6, 12-14, 18 Lyndhurst Sts. 42° 17′ 32,3″ N, 71° 4′ 17,4″ W                                                   | Dorchester                       | |
| 156   | Shirley-Eustis House                                           | weitere Bilder                                         | 15. Okt. 1966 ID-Nr. 66000787  | 31-37 Shirley St. 42° 19′ 24″ N, 71° 4′ 21″ W                                                                                       | Roxbury                          | |
| 157   | Benjamin Silverman Apartments                                  | Benjamin Silverman Apartments                          | 24. Aug. 2018 ID-Nr. 100002790 | 50-52 Lorne & 4 Wilson St. 42° 17′ 37,9″ N, 71° 5′ 37,3″ W                                                                          | Mattapan                         | |
| 158   | South Boston Boat Clubs Historic District                      | South Boston Boat Clubs Historic District              | 1. Sep. 2005 ID-Nr. 05000936   | 1793-1849 William J. Day Boulevard 42° 19′ 56″ N, 71° 1′ 37″ W                                                                      | South Boston                     | |
| 159   | South Boston Naval Annex Historic District                     | weitere Bilder                                         | 8. Aug. 2022 ID-Nr. 100007976  | 42° 20′ 49″ N, 71° 1′ 54,6″ W | South Boston                     | |
| 160   | South End District                                             | South End District                                     | 8. Mai 1973 ID-Nr. 73000324    | 42° 20′ 23″ N, 71° 4′ 23″ W | South End                        | |
| 161   | Stony Brook Reservation Parkways                               | Stony Brook Reservation Parkways                       | 3. Jan. 2006 ID-Nr. 05001509   | 42° 15′ 28″ N, 71° 8′ 32″ W | Hyde Park und West Roxbury       | Erstreckt sich bis nach Dedham.                                                                                          |
| 162   | Students House                                                 | Students House                                         | 11. Sep. 1997 ID-Nr. 97000970  | 96 The Fenway 42° 20′ 31″ N, 71° 5′ 33″ W                                                                                           | Fenway-Kenmore                   | |
| 163   | Sumner Hill Historic District                                  | Sumner Hill Historic District                          | 22. Okt. 1987 ID-Nr. 87001889  | 42° 18′ 35″ N, 71° 6′ 43″ W | Jamaica Plain                    | |
| 164   | Symphony and Horticultural Halls                               | Symphony and Horticultural Halls                       | 30. Mai 1975 ID-Nr. 75000301   | Massachusetts und Huntington Aves. 42° 20′ 33″ N, 71° 5′ 9″ W                                                                       | Fenway-Kenmore                   | |
| 165   | Symphony Hall                                                  | weitere Bilder                                         | 20. Jan. 1999 ID-Nr. 99000633  | 301 Massachusetts Ave. 42° 20′ 33″ N, 71° 5′ 9″ W                                                                                   | South End                        | |
| 166   | William Monroe Trotter House                                   | weitere Bilder                                         | 11. Mai 1976 ID-Nr. 76002003   | 97 Sawyer Ave. 42° 18′ 47″ N, 71° 3′ 46″ W                                                                                          | Dorchester                       | |
| 167   | Truman Parkway                                                 | Truman Parkway                                         | 5. Jan. 2005 ID-Nr. 04001430   | Truman Parkway 42° 14′ 53″ N, 71° 6′ 59″ W                                                                                          | Hyde Park                        | Erstreckt sich bis nach Milton.                                                                                          |
| 168   | Upham’s Corner Historic District                               |                                                        | 26. Feb. 2024 ID-Nr. 100009975 | 42° 19′ 1,4″ N, 71° 3′ 54,6″ W | Dorchester                       | |
| 169   | Upham’s Corner Market                                          | Upham’s Corner Market                                  | 11. Okt. 1990 ID-Nr. 90001537  | 600 Columbia Rd. 42° 19′ 2″ N, 71° 3′ 55″ W                                                                                         | Dorchester                       | |
| 170   | U.S. Post Office Garage                                        | U.S. Post Office Garage                                | 26. Juni 1986 ID-Nr. 86001378  | 135 A St. 42° 20′ 36″ N, 71° 3′ 14″ W                                                                                               | South Boston                     | Abgerissen. |
| 171   | VFW Parkway                                                    | VFW Parkway                                            | 5. Jan. 2005 ID-Nr. 04001432   | 42° 17′ 10″ N, 71° 9′ 31″ W | West Roxbury                     | |
| 172   | Walnut Park Historic District                                  |                                                        | 21. Jan. 2022 ID-Nr. 100007348 | 42° 18′ 55″ N, 71° 5′ 45″ W | Roxbury                          | |
| 173   | Walton and Roslin Halls                                        | Walton and Roslin Halls                                | 18. Dez. 2013 ID-Nr. 13000930  | 702-708 & 710-726 Washington St., 3-5 Walton St. 42° 17′ 13,2″ N, 71° 4′ 15,6″ W                                                    | Dorchester                       | |
| 174   | Nathan Warnick Apartments                                      |                                                        | 23. Dez. 2019 ID-Nr. 100003942 | 57 Bicknell St. 42° 17′ 54,8″ N, 71° 5′ 6,5″ W                                                                                      | Roxbury                          | |
| 175   | West Roxbury Parkway                                           | West Roxbury Parkway                                   | 19. Jan. 2006 ID-Nr. 05001528  | West Roxbury Parkway, Bellevue Hill, East Border Rd. und West Border Rd. 42° 18′ 10″ N, 71° 9′ 11″ W                                | West Roxbury                     | Erstreckt sich bis nach Brookline.                                                                                       |
| 176   | Westerly Burial Ground                                         | Westerly Burial Ground                                 | 20. Nov. 1987 ID-Nr. 87001401  | Centre St. 42° 16′ 53″ N, 71° 9′ 34″ W                                                                                              | West Roxbury                     | |
| 177   | Woodbourne Historic District                                   |                                                        | 4. Juni 1999 ID-Nr. 99000593   | 42° 17′ 30″ N, 71° 6′ 58″ W | Jamaica Plain                    | |